# Dichanthium concanense
Dichanthium concanense är en gräsart som först beskrevs av Joseph Dalton Hooker, och fick sitt nu gällande namn av Sudhanshu Kumar Jain och U.R. Deshpande. Dichanthium concanense ingår i släktet Dichanthium och familjen gräs. Inga underarter finns listade i Catalogue of Life.